# Cangurs
Els cangurs o cangurús són marsupials que habiten Austràlia.
Un cangur és qualsevol dels grans macròpodes (el grup de marsupials que inclou també els ualabis i els cangurs arborícoles, amb 45 espècies en total). El terme cangur és a vegades utilitzat en un sentit més ample per a referir-se a tots els membres de la família dels macropòdids.
Els cangurs tenen grans i poderoses potes posteriors, peus grossos dissenyats per a botar, una cua llarga i musculosa per a mantenir l'equilibri i un cap xicotet. Els cangurs són herbívors i s'alimenten de pastures i arrels. Totes les espècies són nocturnes i crepusculars; usualment, passen el dia en quietud i s'alimenten durant les vesprades i nits fredes, generalment en grups. Tenen una esperança de vida de 18 anys aproximadament.
Popularment, els cangurs són coneguts com l'animal més representatiu d'Austràlia. Com a tal, és molt comú trobar cangurs com a joguines i records del continent.

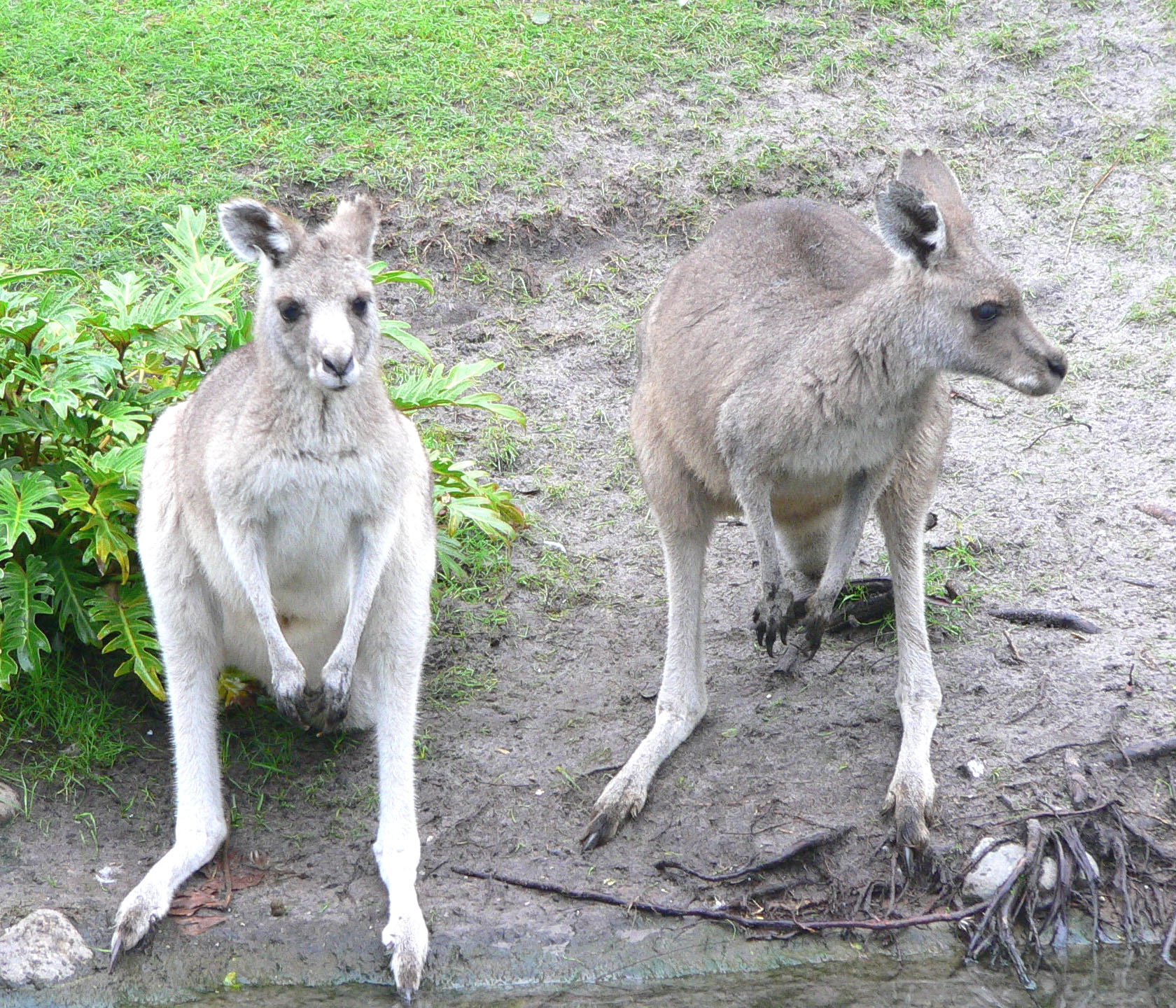
Un parell de cangurs

## Terminologia
En català, cangur és l'única forma normativa que apareix al DIEC i la preferent al GDLC i a la GEC, per bé que és un calc del castellà considerat impropi i criticat per diversos lingüistes. Aquests lingüistes defensen la forma cangurú, que és l'adaptació directa al català de la forma anglesa, tal com han fet totes llengües romàniques.  .
En castellà canguro és una mala lectura o pronunciació de l'anglès kangaroo, en què oo es pronuncia U, i hi recau l'accent tònic. El català ha seguit servilment l'error castellana, fent un cangur (llevant la -o final típica del castellà), en comptes de cangurú.
El mot anglès kangaroo prové del mot gangurru en la llengua guguyimidjir, parlada al nord-est d'Austràlia i que es refereix concretament a la subespècie del cangur gris. Aquest nom fou recollit per la primera vegada amb les formes kangooroo o kanguru el 4 d'agost del 1770, per James Cook a la vora del riu Endeavour, on ara hi ha Cooktown (Queensland), quan el seu vaixell HM Bark Endeavour va estar varat durant prop de set setmanes per tal de reparar els danys soferts a la Gran Barrera de corall.
Un mite molt estès sobre l'origen del mot anglès kangaroo és que equivaldria a la frase en llengua australiana que voldria dir 'no us entenc' (en anglès, I don't understand you). Segons aquesta llegenda urbana, Cook i el naturalista sir Joseph Banks exploraven una regió d'Austràlia quan van trobar-se amb aquest sorprenent animal desconegut per ells. Van demanar a un aborigen com es deia i aquest va respondre kangaroo, suposadament amb el sentit de 'No us entenc', però que Cook hauria pres pel nom de la bèstia. El mite del cangur fou desmentit, però, a la dècada de 1970, pel lingüista John B. Haviland, quan estudiava el poble guguyimidjir a Queensland, si bé encara n'hi ha que hi creuen al dia d'avui.

## Salt
Els cangurs són els únics animals grossos que es desplacen fent salts. Els salts, que fan impulsant-se amb les dues cames a la vegada, són un mètode de locomoció ràpid i econòmic. La velocitat còmoda d'un cangur vermell és d'uns 20-25 km/h, però pot arribar a 70 km/h en distàncies curtes.
A causa de la llargada dels seus peus, el cangur no pot caminar correctament i per a desplaçar-se a velocitats baixes utilitza la cua com a trípode; així, pot moure els peus d'una passa cap endavant.